# Callerya strobilifera
Callerya strobilifera är en ärtväxtart som beskrevs av Heinrich Wilhelm Schott. Callerya strobilifera ingår i släktet Callerya och familjen ärtväxter. Inga underarter finns listade i Catalogue of Life.